# (25029) Ludwighesse
(25029) Ludwighesse (1998 QO28) – planetoida z pasa głównego asteroid okrążająca Słońce w ciągu 4,61 lat w średniej odległości 2,77 j.a. Odkryta 26 sierpnia 1998 roku.